# Holonothrus pulcher
Holonothrus pulcher är en kvalsterart som beskrevs av Hammer 1966. Holonothrus pulcher ingår i släktet Holonothrus och familjen Crotoniidae. Inga underarter finns listade i Catalogue of Life.